# Francisco Solano y Ortiz de Rozas
Francisco Solano y Ortiz de Rozas (Caracas, 10 de dezembro de 1768 — Cádis, 29 de maio de 1808) foi um general que comandou as tropas espanholas que entraram a em Portugal durante a Primeira Invasão Francesa da Guerra Peninsular. Foi filho do general e explorador José Solano y Bote.